# Anne Askew
Anne Askew (1521 - 1546) fou una poeta anglesa condemnada a la foguera per heretgia després de ser torturada per no abjurar del seu protestantisme i negar la doctrina de la transsubstanciació. Va descriure tot el procés en un llibre posteriorment conegut com The Examinations. Allà denuncia que la persecució va iniciar-se pel seu refús a l'autoritat masculina tradicional (fou una de les primeres dones divorciades de l'àmbit anglosaxó i escapà de casa quan se li prohibí predicar o escriure lliurement).